# Arksum
Arksum (dansk), Archsum (tysk) eller Ārichsem (nordfrisisk) er en landsby beliggende seks kilometer sydøst for Vesterland på Næsodde på øen Sild i Nordfrisland i det nordvestlige Sydslesvig. Nabobyer er Morsum og Kejtum. Byens areal er på 679 hektar. Administrativt hører landsbyen under Sild Kommune i Nordfrislands kreds i den tyske delstat Slesvig-Holsten. I den danske tid indtil 1864 hørte landsbyen under Kejtum Sogn (Landskabet Sild, Utlande og senere Tønder Amt). 
Bynavnet er dokumenteret første gang i slesvigbiskopens rentebog fra 1462 (lib. cens.). Stednavnet henføres til personnavnet Arke. Arkæologiske udgravninger i 1930'erne viste, at der har boet mennesker her allerede i yngre stenalder (Neolitikum). Tæt ved byen ved Mootjis Küül ligger for eksempel den cirka 5.000 år gammel jættestue Merelmerskhoog. I området omkring byen ses endnu flere værftbopladser. Disse ophøjede bopladser fandtes også også andre steder ved den jyske vestkyst. En af dem var Tofting tæt ved Ejderens munding.
Under nazisternes styre blev i 1937 Næsoddekogen (på tysk Nössekoog) inddiget og bebygget, hvormed Arksums indbyggertal steg til cirka 300 indbyggere. De mest dominerende erhvervsområder var indtil 1900-tallet landbrug og søfart. Senest siden 1960'erne spiller turisme en central rolle i byens økonomiske udvikling.